# Estranei nella notte
Estranei nella notte (Strangers in the Night) è un film del 1944 diretto da Anthony Mann.